# Condition des femmes au Liberia

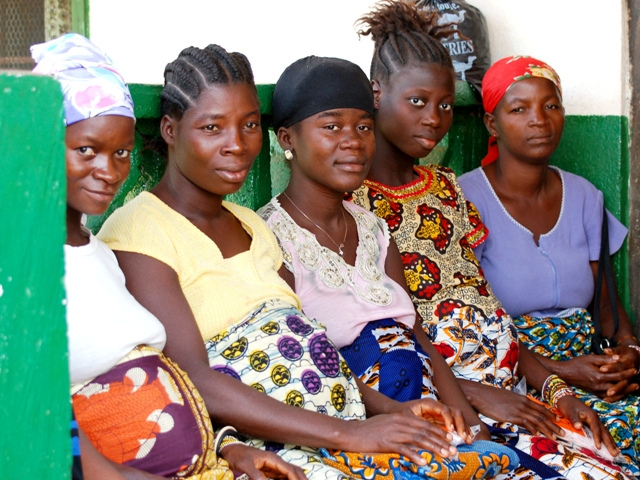
Femmes libérienne en 2008.

Cet article détaille la condition des femmes au Liberia.
L'ampleur des inégalités entre les sexes varie au Liberia, selon le statut, la région, les zones rurales/urbaines et les cultures traditionnelles. En général, les femmes libériennes ont un accès plus limité à l'éducation (en), aux soins de santé, à la propriété et à la justice que les hommes. Le Liberia connaît deux guerres civiles dévastatrices, de 1989 à 1996 et de 1999 à 2003. Ces guerres laissent le Libéria presque entièrement détruit, avec des infrastructures dans un état minimal et des milliers de morts. Le Libéria est classé 174e sur 187 dans l'Indice de développement humain et 154e sur 159 dans l'Indice d'inégalités de genre.

## Contexte général
Malgré les progrès de l’économie du Liberia depuis la fin de sa deuxième guerre civile en 2003, le pays reste aujourd’hui l’un des pays les plus pauvres du monde, avec des niveaux élevés de pauvreté et de privation, exacerbés par les crises économiques et la hausse des prix des denrées alimentaires.

## Rôles
Au Liberia, les hommes et les femmes ont une répartition claire du travail entre les sexes. Les femmes font généralement le ménage, la cuisine et s'occupent des enfants, mais leur contribution à la famille est rarement reconnue comme un travail. Les hommes sont considérés comme les chefs de famille et les soutiens de famille. Les femmes sont freinées dans la société par des préjugés en matière d'éducation, de santé, de propriété foncière et de crédit, ainsi que par des pratiques culturelles comme les mariages arrangés et les mutilations génitales féminines.
Ces facteurs freinent l'accès des femmes au marché du travail. Le rôle traditionnel des femmes en tant qu'aidantes dans la société libérienne illustre l'approche de Martha Nussbaum, fondée sur les ressources, privilégiant la protection du statu quo.

### Évolution vers l'égalité des sexes au Liberia
Après la signature du traité de paix avec le Liberia par l'ONU en 2003, les rôles de genre qui empêchent les femmes d'accéder à l'égalité commencent à évoluer. Après la fin des guerres au Liberia, la participation des femmes aux postes de pouvoir, aux organisations et au gouvernement est initialement limitée, voire inexistante. Aujourd'hui, selon le Secrétariat des ONG féminines du Libéria (WONGOSOL), on compte plus de 100 organisations de femmes. Ces organisations financent des femmes influentes au niveau local. Comparées à d'autres pays touchés par la guerre, les femmes libériennes réussissent à faire entendre leur voix en politique malgré la résistance des hommes.
En termes de femmes en politique, le Liberia élit sa première femme présidente, Ellen Johnson Sirleaf, en 2006, un pas en avant vers le progrès dans un pays en développement. L'Institut national d'opinion publique (NIPO) sensibilise le public à l'autonomisation des femmes et à l'égalité en organisant les 16 jours d'activisme contre les violences sexistes (en). Cette campagne d'un mois permet de sensibiliser le public aux droits des femmes, tant au niveau national qu'international, ainsi qu'à leur participation à la vie politique et à l'élaboration des politiques.
À une échelle plus internationale, avec l’aide de la Suède, ONU Femmes tend la main aux hommes pour les inciter à se joindre à la lutte contre la violence sexiste. Dans le cadre de la campagne, douze hommes sont nommés pour devenir ambassadeurs afin de sensibiliser et d’encourager d’autres hommes à prendre position contre la violence à l’égard des femmes. Bien que des progrès aient été réalisés, pour atteindre l’objectif de développement des OMD visant à promouvoir l’égalité des sexes et l’autonomisation des femmes, il reste encore des domaines à améliorer, notamment la lutte contre la discrimination fondée sur le sexe dans la loi, l’inégalité des chances en matière d’emploi et les écarts salariaux, ainsi que le manque de participation égale des femmes à la prise de décision.

## Violences faites aux femmes

### Violences sexuelles pendant les guerres civiles au Liberia
Durant la première guerre civile libérienne, de nombreux cas de violences sexuelles envers les femmes sont signalés. Après la guerre, une enquête menée auprès de 205 femmes de la capitale, Monrovia, révèle que 49 % d'entre elles ont subi au moins une forme de violence physique ou sexuelle de la part d'un soldat, 17 % déclarent avoir été battues, ligotées ou détenues par un garde armé, 32 % ont subi une fouille corporelle, et 15 % ont été victimes de viol, de tentative de viol ou de contrainte sexuelle. La coercition sexuelle fait référence à une relation sexuelle forcée entre un soldat et une femme qui est forcée à cette relation en raison des conditions de guerre afin de se nourrir ou de nourrir sa famille, d'avoir un abri et des vêtements, ou pour se protéger.
Après la deuxième guerre civile libérienne, l'International Rescue Committee indique avoir aidé près de 1 000 femmes et filles qui ont subi des violences sexistes dans le comté de Montserrado. 63 % de ces agressions sont des viols. L'IRC mène également une enquête auprès de femmes et de filles libériennes âgées de 15 à 49 ans vivant dans des camps de réfugiés en Sierra Leone. 74 % des personnes interrogées déclarent avoir subi des violences sexuelles. La majorité des incidents concernent des propos sexuels déplacés, ainsi que des attouchements sexuels, des déshabillages et des fouilles corporelles.

### Suite aux violences sexistes après la guerre
Après la fin des guerres, l'ouverture des négociations de paix a lieu le 4 juin 2003 au Ghana et au Liberia. Un problème majeur lors de ces négociations de paix est qu'aucune disposition ne prend en compte les violences sexuelles subies par les femmes et les enfants, ni les droits fonciers, ni même le droit des femmes à l'éducation, malgré la présence de cinq femmes aux échanges. Malgré l'adoption par le Liberia de la loi modifiant la loi sur le viol en 2006, qui impose des peines plus sévères et exclut toute possibilité de libération sous caution pour les violeurs accusés, il est constaté que de nombreuses associations de femmes n'ont jamais pris connaissance de cette nouvelle loi.
Une solution proposée en décembre 2008 est la création d'un tribunal spécialisé dans les affaires de viol afin d'accélérer le traitement des affaires et de permettre aux victimes de tourner la page. Cependant, en raison des faiblesses et de la corruption du système judiciaire, de nombreuses victimes et leurs familles hésitent à porter plainte, le système donnant raison aux hommes. Si cette mesure contribue à améliorer la qualité de vie des femmes, elle ne résout pas le problème des violences sexuelles.

### Femmes soldats
Des milliers de femmes et de filles sonnt enlevées et contraintes de combattre et de transporter des vivres. De nombreuses filles et femmes plus âgées sont envoyées directement au front sans aucune formation militaire. Une femme qui résiste ou refuse d'obéir aux ordres d'un commandant risque d'être battue, violée voir tuée.

### Violence ethnique
Les femmes appartenant (ou accusées d'appartenir) à certains groupes ethniques ou factions, présentent un risque accru de violences sexuelles, d'être forcées de cuisiner pour les soldats ou de devenir esclaves sexuelles. Lors d'une enquête menée en 1998 à Monrovia auprès de 106 femmes accusées d'appartenir à un groupe ethnique ou à une faction, 61 % déclarent avoir été battues, enfermées, fouillées nues ou violées. Les femmes forcées de cuisiner pour les soldats présentent un risque encore plus élevé de coercition sexuelle ou de viol.

## Mutilations génitales féminines
Les mutilations génitales féminines sont courantes dans certains groupes ethniques du Libedria. Les guerres civiles entraînent une diminution des mutilations génitales féminines en raison des bouleversements de la vie en milieu rural, mais cette pratique reste courante. Une étude de 2007 indique que 52,8 % des femmes âgées de 15 à 29 ans de la société Sande ont été soumises à des mutilations génitales féminines. La majorité des victimes ne dénoncent pas cette pratique par peur d’être ostracisées ou tuées par les membres de la communauté.

## Éducation

### Inégalités
En matière d'éducation au Liberia, les garçons sont favorisés par rapport aux filles. Dans la plupart des cas, la famille élargie finance l'éducation des garçons, mais rarement celle des filles. Ceci illustre la théorie d'Amartya Sen sur l'inégalité des chances: les filles ont moins d'opportunités d'éducation que les garçons, tant au primaire qu'au secondaire. L'inégalité des garçons par rapport aux filles en matière d'éducation s'explique généralement par le fait que les familles pensent qu'une femme instruite transmettra son éducation à la famille de son mari, ce qui représente une perte pour elles. Quel que soit le sexe, si la famille est en mesure de financer l'éducation d'un enfant, celui-ci est généralement orienté vers une profession spécifique à son sexe. Les garçons apprennent les sciences et les mathématiques, tandis que les filles se spécialisent dans les soins infirmiers et l'enseignement.
En 2007, le taux d’alphabétisation des hommes adultes est de 55 % et celui des femmes de 41 %.

### Lois sur l'éducation
En 2001, une loi sur l’éducation est promulguée, rendant l’enseignement primaire gratuit et obligatoire, mais les ressources ne sont pas suffisantes pour mettre en œuvre cette politique à l’échelle nationale. Depuis son élection en 2006, la présidente Ellen Johnson Sirleaf s'emploie à promouvoir la scolarisation. En 2012, le taux de scolarisation primaire en milieu urbain est de 63,7 % pour les filles et de 86,8 % pour les garçons, contre 33,1 % pour les filles et 44,9 % pour les garçons en milieu rural.
La raison de l’inégalité entre les sexes est que les garçons sont considérés comme plus susceptibles d’utiliser leur éducation pour contribuer à la richesse du ménage. Grâce à la loi sur l'éducation, des jeunes qui n'avaient auparavant que peu ou pas accès à l'éducation reprennent le chemin de l'école. Un recensement scolaire de 2006 révèle que 15 % des élèves du primaire sont âgés de 6 à 7 ans, et la moitié d'entre eux de 11 à 20 ans.

### Raisons du faible niveau d'éducation
Les principaux facteurs contribuant au faible niveau d'éducation des Libériens sont le manque d'infrastructures scolaires, les problèmes de sécurité dans tout le pays et le coût élevé de l'éducation. Un recensement de 2006 du ministère libérien de l'Éducation révèle qu'une école sur cinq au Liberia a été détruite pendant les guerres. De nombreuses écoles sont privées d'eau et de toilettes, et plus de 60 % des enseignants n'ont pas de qualifications formelles et perçoivent des salaires très bas (200 à 300 dollars américains par an).
Pour les personnes vivant dans les zones autochtones/rurales, les faibles niveaux d’éducation sont dus à de nombreuses raisons, notamment l’accès limité aux écoles, le fait que les programmes scolaires ne soient pas considérés comme adaptés à la vie rurale, le coût de l’envoi des enfants à l’école en zone urbaine, la croyance que l’éducation aliènera les enfants des valeurs culturelles et, dans le cas des filles, la croyance que les carrières modernes favorisent les hommes.

## Santé

### Taux de fécondité
Le taux de fécondité diminue lentement, passant de 6,9 naissances par femme en 1984 à 5,4 en 2007 et à 5,2 en 2012. Bien que les taux de fécondité soient en baisse au Liberia, son taux de croissance démographique est de 2,6 %, ce qui signifie que le Liberia est l’un des pays à la croissance la plus rapide d’Afrique. Cette croissance est due au fait qu’un pourcentage important de la population féminine est en âge de procréer, ainsi qu’aux pratiques de mariage précoce (environ 48 % des femmes sont mariées avant 18 ans en 2007) et à la polygamie généralisée, en particulier dans les zones rurales. L’utilisation de contraceptifs est faible chez les femmes issues de ménages pauvres et les femmes célibataires, avec un taux de prévalence estimé à 11 %.

### Santé maternelle
La mortalité maternelle est un problème majeur au Liberia. En 2010, on compte 770 décès pour 100 000 naissances. Les guerres civiles dévastatrices au Liberia détruisentt les infrastructures sanitaires du pays. Il est même difficile d'obtenir des chiffres précis sur la mortalité maternelle, car la plupart des cas ne sont pas déclarés et les naissances traditionnelles sont mal enregistrées.

### VIH/SIDA
En Afrique subsaharienne, la transmission du VIH se fait principalement par les rapports hétérosexuels, la transmission mère-enfant, le sang contaminé et le matériel médical non stérilisé. Avec une utilisation accrue des services de santé pendant la grossesse, le risque d'infection par le VIH en raison du matériel contaminé est plus élevé. Le risque de VIH augmente avec la malnutrition et les personnes porteuses de parasites, ce qui constitue un problème bien réel pour les citoyens du Liberia. En Afrique subsaharienne, il existe une croyance largement répandue selon laquelle les rapports sexuels avec une personne vierge guérissent du VIH. La prévalence du VIH/SIDA au Liberia est faible, d'environ 1,5 %.
Dans les régions où les femmes ne sont pas autorisées à posséder des terres, elles ont moins de possibilités de pratiquer des rapports sexuels protégés sans risquer d’être abandonnées. En 2004, le Programme des Nations unies pour le développement accorde au Libéria un financement de 24 millions de dollars pour aider au traitement des personnes atteintes du VIH/SIDA, dont beaucoup ont été victimes de violences sexuelles.

## Cadre juridique

### Lois civiles et coutumières
Le Liberia fonctionne selon un système juridique dual. Le droit civil repose sur les idéaux anglo-américains, tandis que le droit coutumier repose sur les coutumes et les pratiques tribales non écrites. De ce fait, les femmes vivant en zone rurale ou tribale sont davantage exposées aux inégalités. Le droit coutumier est la norme, sauf en cas de conflit avec la Constitution. Cependant, dans la pratique, les lois coutumières contraires à la Constitution échappent généralement au contrôle du système législatif. Le droit coutumier considère les femmes comme la propriété de leurs maris, de ce fait, elles ont rarement un rôle à jouer dans les décisions familiales.

### Droits civiques
En droit civil, hommes et femmes partagent les mêmes droits. Les femmes peuvent hériter de terres ou de biens, contracter des prêts bancaires et avoir la garde des enfants. En droit coutumier, les femmes ne peuvent hériter de terres ou de biens et n'ont aucun droit de garde ni d'autorité parentale. Les femmes libériennes ont le droit de vote depuis 1945.

### Mariage
Il existe des inégalités entre les sexes dans le droit du mariage, car l'âge minimum légal du mariage est de 18 ans pour les femmes et de 21 ans pour les hommes. Un tiers des femmes mariées âgées de 15 à 49 ans sont polygames. En 2004, les Nations unies estiment que 36 % des filles âgées de 15 à 19 ans sont mariées, divorcées ou veuves. Bien que la polygamie soit illégale au Liberia en vertu du droit civil, le droit coutumier autorise les hommes à avoir jusqu'à quatre épouses. Le droit coutumier restreint le droit d'une femme mariée à hériter des biens de son conjoint. Devenue veuve, elle est soumise au droit coutumier, qui échappe à la juridiction des tribunaux civils.

### Intégrité corporelle
Au Liberia, la loi ne protège pas l'intégrité physique des femmes. Bien que la violence à l'égard des femmes soit illégale, les taux de violence domestique et d'agression sexuelle sont élevés. La définition du viol est élargie en 2006 pour criminaliser le viol conjugal. Martha Nussbaum décrit l'intégrité corporelle dans son approche des capacités comme "la capacité de se déplacer librement d'un endroit à un autre; d'être en sécurité contre les agressions violentes, y compris les agressions sexuelles et la violence domestique; d'avoir des possibilités de satisfaction sexuelle et de choix en matière de reproduction".
L'éducation joue un rôle important dans l'intégrité physique des femmes. À mesure que les femmes acquièrent une meilleure éducation, elles prennent en charge des décisions qui, autrefois, étaient prises par leur mari, leur famille ou les normes sociales. Nussbaum affirme que "le rôle de l'éducation dans le développement des capacités humaines fondamentales ne signifie nullement que, sans éducation, les femmes ne possèdent pas une personnalité digne de respect ou de dignité humaine fondamentale".

## Femmes en politique
Le rôle des femmes dans la vie politique libérienne est considérable. Elles contribuent à mettre fin à la Seconde Guerre civile libérienne grâce au Women of Liberia Mass Action for Peace en 2003, dirigé par Leymah Gbowee. La participation des femmes à la vie politique atteint 13,5 % en 2011. Le Liberia se classe au 90e rang sur 193 pour la représentation féminine.

## Mouvement féministe
En 1920, le mouvement des femmes s'organise au sein du Mouvement national social et politique des femmes libériennes (en), qui fait campagne sans succès pour le suffrage féminin, suivi par la Ligue des femmes libériennes et le Mouvement social et politique des femmes libériennes (en), en 1946.

## Femmes dans la société autochtone

### Peuple Grebo
Les Grebo forment un peuple autochtone vivant dans le sud-est du Liberia. La culture Grebo se divise en groupes dits civilisés et non civilisés. Les familles non civilisées ont généralement moins d'argent et d'opportunités, et les femmes sont censées travailler. Les familles civilisées jouissent d'un statut plus élevé et disposent de terres, d'argent et d'une implication politique plus importante.
Dans les familles Grebo dites non civilisées, les femmes effectuent la majeure partie des travaux des champs: binage, semis, désherbage, récolte et transformation des cultures. Elles sont responsables de la plantation des rizières, ainsi que de la culture et de la vente. Bien que les femmes dans la culture Grebo soient les soutiens de famille, elles sont néanmoins considérées comme subordonnées à leurs maris et sont censées contribuer à la richesse du foyer.
Dans les familles dites civilisées, l'homme est le soutien de famille et la femme la maîtresse de maison. Ces maris civilisés sont très fiers que leurs épouses ne travaillent pas pour gagner leur vie, mais se consacrent plutôt à l'éducation des enfants.
La culture civilisée Grebo repose sur un système mixte. Des postes prestigieux, assortis de fonctions politiques, sont réservés aux femmes et aux hommes. Ni les hommes ni les femmes ne se représentent mutuellement, et les deux groupes sont reconnus et jouissent d'un statut légitime. Ce système permet aux femmes de gravir les échelons hiérarchiques sans être dominées par les hommes, ce qui leur confère une plus grande indépendance économique et des droits accrus. Ce système mixte prévoit deux chefs de ville, un homme et une femme, élus de manière plus indépendante et sans liens familiaux. Ce système présente des préjugés sexistes: les femmes sans propriété ont moins de chances de devenir membres d'un groupe civilisé, tandis que les hommes sans propriété ne rencontrent pas cet obstacle.

## Femmes célèbres
- Ellen Johnson Sirleaf, le 24e présidente du Libéria
- Angie Elisabeth Brooks, la seule femme africaine à devenir présidente de l'Assemblée générale des Nations unies
- Jewel Cianeh Howard Taylor, femme politique libérienne
- Leymah Gbowee, militante pacifiste libérienne